# تلمبة شمارة يك (كوه بنج)
تلمبة شمارة يك (بالإنجليزية: Tolombeh-ye Samareh-ye Yek)‏ هي مستوطنة تقع في إيران في كرمان.